# Bekämpningsmedelsskatt
Bekämpningsmedelsskatt är en svensk punktskatt på bekämpningsmedel, som enligt svenska Lag om skatt på bekämpningsmedel, är "ämnen eller beredningar för skydd mot egendomsskada eller olägenhet för människors hälsa förorsakad av växter, djur, bakterier eller virus". Ämnen som ska ingå i livsmedel eller läkemedel är undantagna. Träskyddsmedel och ättika är också undantagna.
Skatten utgår med 34 kronor per kilo av den verksamma substansen. Den betalas av den som yrkesmässiga tillverkar produkten i Sverige eller den som yrkesmässigt importerar bekämpningsmedel till Sverige.